# Team Visma-Lease a Bike/Saison 2025
Diese Liste beschreibt die Mannschaft und die Siege des UCI WorldTeams Team Visma-Lease a Bike in der Saison 2025.

## Mannschaft
| Teamkader 2025          | Teamkader 2025     | Teamkader 2025         | Teamkader 2025                                |
| Name                    | Geburtsdatum       | Land                   | Vorheriges Team                               |
| ----------------------- | ------------------ | ---------------------- | --------------------------------------------- |
| Edoardo Affini          | 24. Juni 1996      | Italien                | Mitchelton-Scott (2020)                       |
| Niklas Behrens          | 6. November 2003   | Deutschland            | Lidl-Trek Future Racing (2024)                |
| Tiesj Benoot            | 11. März 1994      | Belgien                | Team DSM (2021)                               |
| Matthew Brennan         | 6. August 2005     | Vereinigtes Königreich | Team Visma \| Lease a Bike Development (2024) |
| Victor Campenaerts      | 28. Oktober 1991   | Belgien                | Lotto Dstny (2024)                            |
| Thomas Gloag            | 13. September 2001 | Vereinigtes Königreich | Trinity Racing (2022)                         |
| Tijmen Graat            | 10. Januar 2003    | Niederlande            | Team Visma \| Lease a Bike Development (2024) |
| Per Strand Hagenes      | 10. Juli 2003      | Norwegen               | Jumbo-Visma Development Team (2023)           |
| Menno Huising           | 8. April 2004      | Niederlande            | Team Visma \| Lease a Bike Development (2024) |
| Matteo Jorgenson        | 1. Juli 1999       | Vereinigte Staaten     | Movistar Team (2023)                          |
| Wilco Kelderman         | 25. März 1991      | Niederlande            | Bora-Hansgrohe (2022)                         |
| Olav Kooij              | 17. Oktober 2001   | Niederlande            | Jumbo-Visma Development Team (2021)           |
| Steven Kruijswijk       | 7. Juni 1987       | Niederlande            | Rabobank Continental (2009)                   |
| Sepp Kuss               | 13. September 1994 | Vereinigte Staaten     | Rally Cycling (2017)                          |
| Christophe Laporte      | 11. Dezember 1992  | Frankreich             | Cofidis (2021)                                |
| Bart Lemmen             | 14. Oktober 1995   | Niederlande            | Human Powered Health (2023)                   |
| Daniel McLay            | 3. Januar 1992     | Vereinigtes Königreich | Arkéa-B&B Hotels (2024)                       |
| Jørgen Nordhagen        | 10. Januar 2005    | Norwegen               | Team Visma \| Lease a Bike Development (2024) |
| Ben Tulett              | 26. August 2001    | Vereinigtes Königreich | Ineos Grenadiers (2023)                       |
| Cian Uijtdebroeks       | 28. Februar 2003   | Belgien                | Bora-Hansgrohe (2023)                         |
| Attila Valter           | 12. Juni 1998      | Ungarn                 | Groupama-FDJ (2022)                           |
| Wout van Aert           | 15. September 1994 | Belgien                | Cibel (2019)                                  |
| Dylan van Baarle        | 21. Mai 1992       | Niederlande            | Ineos Grenadiers (2022)                       |
| Loe van Belle           | 24. Januar 2002    | Niederlande            | Jumbo-Visma Development Team (2023)           |
| Tosh Van der Sande      | 28. November 1990  | Belgien                | Lotto-Soudal (2021)                           |
| Julien Vermote          | 26. Juli 1989      | Belgien                | Secteur-Duolar (2023)                         |
| Jonas Vingegaard        | 10. Dezember 1996  | Dänemark               | ColoQuick (2018)                              |
| Simon Yates             | 7. August 1992     | Vereinigtes Königreich | Team Jayco AlUla (2024)                       |
| Axel Zingle             | 18. Dezember 1998  | Frankreich             | Cofidis (2024)                                |
|                         |                    |                        |                                               |
| Quelle: ProCyclingStats |                    |                        |                                               |

## Siege
| Siege    | Siege                            | Siege      | Siege  | Siege                      | Siege |
| Datum    | Rennen                           | Staat      | Klasse | Sieger                     |       |
| -------- | -------------------------------- | ---------- | ------ | -------------------------- | ----- |
| 8. Feb.  | Tour of Oman, 1. Etappe          | Oman       | 2.Pro  | Olav Kooij                 |       |
| 11. Feb. | Tour of Oman, 4. Etappe          | Oman       | 2.Pro  | Olav Kooij                 |       |
| 23. Feb. | Algarve-Rundfahrt, 5. Etappe     | Portugal   | 2.Pro  | Jonas Vingegaard           |       |
| 23. Feb. | Algarve-Rundfahrt, Gesamtwertung | Portugal   | 2.Pro  | Jonas Vingegaard           |       |
| 11. Mär. | Paris–Nizza, 3. Etappe           | Frankreich | 2.UWT  | Team Visma \| Lease a Bike |       |
| 13. Mär. | Tirreno–Adriatico, 4. Etappe     | Italien    | 2.UWT  | Olav Kooij                 |       |
| 16. Mär. | Paris–Nizza, Gesamtwertung       | Frankreich | 2.UWT  | Matteo Jorgenson           |       |
| 20. Mär. | Grand Prix de Denain             | Frankreich | 1.Pro  | Matthew Brennan            |       |
| 24. Mär. | Katalonien-Rundfahrt, 1. Etappe  | Spanien    | 2.UWT  | Matthew Brennan            |       |

## UCI-Weltranglisten-Platzierungen
| UCI-Ranking | UCI-Ranking | UCI-Ranking | UCI-Ranking |
| Fahrer      | Fahrer      | Land        | Punkte      |
| ----------- | ----------- | ----------- | ----------- |